# أندريه مياجكوف
أندريه مياجكوف (ولد 8 يوليو 1938 - 18 فبراير 2021) (الروسية: Андрей Васильевич Мягков) ممثل سوفيتي روسي، عُرف بمشاركاته في الأفلام التي أخرجها إلدار ريازانوف، مثل سخرية القدر (1975) ورومانسية المكتب والجراچ ورومانسية قاسية. قدم تكملة لفيلم سخرية القدر في 2007.

## السيرة الذاتية
وُلد أندريه مياجكوف في 8 يوليو 1938 في لينينجراد، الاتحاد السوفيتي. والده فاسيلي مياجكوف كان أستاذًا في جامعة سانت بطرسبرج التقنية. أبدى أندريه الصغير اهتمامًا بالمسرح والتمثيل وشارك في نادي الدراما في المدرسة الثانوية. بعد إنهاء دراسته الثانوية اختار دراسة الكيمياء في معهد سانت بطرسبرج التقني، وتخرج ليصبح مهندسًا كيميائيًّا. وكان عمله الأول بصفة مهندس-باحث في معهد سانت بطرسبرج الحكومي للبلاستيك. في نفس الوقت، استمر بالتمثيل على خشبة المسرح بصفة ممثل هاو.
التحق أندريه بمسرح موسكو للفنون وتخرج فيه في 1964، ثم التحق بمسرح سفريمينك، وهناك انضم لعدد من الممثلين السوفيت أمثال أوليج يفريموف ويفجيني يفستجنيف وجالينا فولتشيك وأوليج تاباكوف وأوليج دال وإيجور كفاشا وفالانتين جافت. في هذا المسرح، كانت مسرحية حلم العم (المبنية على رواية فيودور دوستويفسكي) من أول مشاركاته، وأدى فيها دور العم.
كانت بدايته السينمائية عندما قدم له إليم كليموف الدور الرئيسي في الفيلم الكوميدي مغامرات طبيب أسنان (1965). دوره التالي كان أليوشا في فيلم الإخوة كارامازوف (1969)، وهو الدور الذي أطلق شهرته.
في 1975، قدم أندريه مايجكوف دور چينيا لوشكين في الفيلم الكوميدي سخرية القدر.